# Les Grandes-Chapelles
Les Grandes-Chapelles és un municipi francès situat al departament de l'Aube i a la regió del Gran Est. L'any 2007 tenia 362 habitants.

## Demografia

### Població
El 2007 la població de fet de Les Grandes-Chapelles era de 362 persones. Hi havia 150 famílies de les quals 32 eren unipersonals (28 homes vivint sols i 4 dones vivint soles), 59 parelles sense fills, 55 parelles amb fills i 4 famílies monoparentals amb fills.
La població ha evolucionat segons el següent gràfic:
Habitants censats

### Habitatges
El 2007 hi havia 167 habitatges, 147 eren l'habitatge principal de la família, 7 eren segones residències i 13 estaven desocupats. 166 eren cases i 1 era un apartament. Dels 147 habitatges principals, 115 estaven ocupats pels seus propietaris, 29 estaven llogats i ocupats pels llogaters i 4 estaven cedits a títol gratuït; 2 tenien dues cambres, 17 en tenien tres, 48 en tenien quatre i 81 en tenien cinc o més. 110 habitatges disposaven pel capbaix d'una plaça de pàrquing. A 57 habitatges hi havia un automòbil i a 82 n'hi havia dos o més.

### Piràmide de població
La piràmide de població per edats i sexe el 2009 era:
| Homes | Edats   | Dones |
| ----- | ------- | ----- |
| 0     | 95 o +  | 0     |
| 4     | 90 a 94 | 0     |
| 0     | 85 a 89 | 0     |
| 0     | 80 a 84 | 0     |
| 8     | 75 a 79 | 12    |
| 8     | 70 a 74 | 8     |
| 12    | 65 a 69 | 8     |
| 16    | 60 a 64 | 8     |
| 16    | 55 a 59 | 8     |
| 8     | 50 a 54 | 12    |
| 12    | 45 a 49 | 12    |
| 16    | 40 a 44 | 16    |
| 20    | 35 a 39 | 8     |
| 8     | 30 a 34 | 8     |
| 4     | 25 a 29 | 12    |
| 4     | 20 a 24 | 8     |
| 4     | 15 a 19 | 4     |
| 0     | 10 a 14 | 8     |
| 8     | 5 a 9   | 8     |
| 8     | 0 a 4   | 8     |

## Economia
El 2007 la població en edat de treballar era de 214 persones, 165 eren actives i 49 eren inactives. De les 165 persones actives 152 estaven ocupades (81 homes i 71 dones) i 13 estaven aturades (5 homes i 8 dones). De les 49 persones inactives 26 estaven jubilades, 9 estaven estudiant i 14 estaven classificades com a «altres inactius».

### Ingressos
El 2009 a Les Grandes-Chapelles hi havia 151 unitats fiscals que integraven 370 persones, la mediana anual d'ingressos fiscals per persona era de 18.271,5 €.

### Activitats econòmiques
Dels 24 establiments que hi havia el 2007, 15 eren d'empreses extractives, 1 d'una empresa de fabricació de material elèctric, 5 d'empreses de construcció, 1 d'una empresa d'hostatgeria i restauració, 1 d'una empresa financera i 1 d'una empresa de serveis.
Dels 4 establiments de servei als particulars que hi havia el 2009, 1 era un paleta, 2 lampisteries i 1 empresa de construcció.
L'any 2000 a Les Grandes-Chapelles hi havia 17 explotacions agrícoles que ocupaven un total de 1.573 hectàrees.

## Equipaments sanitaris i escolars
El 2009 hi havia una escola elemental integrada dins d'un grup escolar amb les comunes properes formant una escola dispersa.

## Poblacions més properes
El següent diagrama mostra les poblacions més properes.